# Corteva
Corteva Agriscience est une entreprise de production de produits phytopharmaceutiques et de semences agricoles créée en 2019, à la suite de la fusion entre Dow Chemical et DuPont, puis la scission d'une partie du nouvel ensemble créé.

## Activité
- Protection et de l'amélioration des cultures.
- Produits phytopharmaceutiques : herbicides, insecticides, fongicides, débroussaillants.

## Lobbying
Corteva Agriscience déclare à la Haute autorité pour la transparence de la vie publique exercer des activités de lobbying en France pour un montant annuel compris entre 25 000 et 50 000 euros en 2021.
Corteva Agricscience est inscrite depuis au registre européen des représentants d'intérêts, et déclare à ce titre en 2021 des dépenses comprises entre 900 000 et 1 000 000 euros.

## Actionnaires
Liste des principaux actionnaires au 8 mai 2022 :
| Actionnaire                                     | %      |
| ----------------------------------------------- | ------ |
| The Vanguard Group                              | 10,5 % |
| SSgA Funds Management                           | 5,73 % |
| Aristotle Capital Management                    | 4,25 % |
| Independent Franchise Partners                  | 2,30 % |
| BlackRock Fund Advisors                         | 2,19 % |
| en:Geode Capital Management                     | 2,00 % |
| Northern Trust Investments                      | 1,76 % |
| Barrow, Hanley, Mewhinney & Strauss             | 1,71 % |
| Invesco Advisers                                | 1,48 % |
| Capital Research & Management (World Investors) | 1,46 % |